# شهرداری پیوکا
شهرداری پیوکا (به لاتین: Municipality of Pivka) یک منطقهٔ مسکونی در اسلوونی است که در اسلوونی واقع شده‌است. شهرداری پیوکا ۲۲۳٫۳ کیلومتر مربع مساحت و ۵٬۹۲۶ نفر جمعیت دارد.